# 望月哲男
望月 哲男（もちづき てつお、1951年1月6日 - ）は、日本のロシア文学者、翻訳家。
北海道大学スラブ・ユーラシア研究センター特任教授、中央学院大学現代教養学部教授、北海道大学名誉教授。ロシア文化・文学専攻。

## 来歴
静岡県生まれ。1969年、静岡県立静岡高等学校卒業。1975年、東京大学露文科卒業。1982年同大学院博士課程単位取得退学、同助手、1986年、北海道大学助教授、1994年、同教授、1996年、木村彰一賞受賞。19世紀ロシア文学の新訳を行っている。

## 著書
- 『ドストエフスキー・カフェ 現代ロシアの文学風景』（東洋書店、ユーラシア・ブックレット） 2005

### 共編著
- 『現代ロシア文化』（共著、国書刊行会） 2000
- 『創像都市ペテルブルグ - 歴史・科学・文化』（編著、北海道大学出版会、スラブ・ユーラシア叢書） 2007
- 『ロシア語対訳名場面でたどる『罪と罰』』訳・解説（NHK出版）2018 ※

※は電子書籍も刊行

## 翻訳
- 『ドストエフスキーの詩学』（ミハイル・バフチン、鈴木淳一共訳、ちくま学芸文庫） 1995
- 『ロマン』（ウラジーミル・ソローキン、国書刊行会） 1998、新版2023
- 『真説ラスプーチン』（エドワード・ラジンスキー、沼野充義共訳、日本放送出版協会） 2004
- 『イワン・イリイチの死 クロイツェル・ソナタ』（トルストイ、光文社古典新訳文庫） 2006 ※
- 『アレクサンドル2世暗殺』（エドワード・ラジンスキー、久野康彦共訳、日本放送出版協会） 2007
- 『アンナ・カレーニナ』全4巻（トルストイ、光文社古典新訳文庫） 2008 ※
- 『白痴』全3巻（ドストエフスキー、河出文庫） 2010 ※
- 『青い脂』（ソローキン、松下隆志共訳、河出書房新社） 2012 ※
- 『死の家の記録』（ドストエフスキー、光文社古典新訳文庫） 2013 ※
- 『スペードのクイーン / ベールキン物語』（プーシキン、光文社古典新訳文庫） 2015 ※
- 『戦争と平和』全6巻（トルストイ、光文社古典新訳文庫） 2020 - 2021 ※